# Palpozenillia diatraeae
Palpozenillia diatraeae là một loài ruồi trong họ Tachinidae.